# کاتسانووی
کاتسانووی (به چکی: Kacanovy) یک منطقهٔ مسکونی در جمهوری چک است که در ناحیه سمیلی واقع شده‌است.